# Gratens
Gratens ist eine französische Gemeinde mit 763 Einwohnern (Stand 1. Januar 2022) im Département Haute-Garonne und der Region Okzitanien in der historischen gaskognischen Provinz Savès. Die Einwohner werden Gratinois genannt.

## Geographie
Gratens liegt am Bewässerungskanal Canal de Saint-Martory, 50 Kilometer südlich von Toulouse. Die Anbindung an das Straßennetz Frankreichs wird durch die frühere Route nationale 626, heute ein Teil des Itinéraire à Grand Gabarit, sowie durch die Autoroute A64 hergestellt.

## Bevölkerungsentwicklung
| Jahr                       | 1962 | 1968 | 1975 | 1982 | 1990 | 1999 | 2008 | 2017 | 2019 |
| Einwohner                  | 437  | 422  | 366  | 372  | 426  | 445  | 669  | 684  | 696  |
| Quellen: Cassini und INSEE |      |      |      |      |      |      |      |      |      |

## Sehenswürdigkeiten
- Kirche Saint Michel aus dem 15. Jahrhundert, Monument historique seit 1926
- Schloss aus Ziegeln und Natursteinen im Renaissance-Stil erbaut, mit sechs großen Türmen und einer Arkadengalerie vor dem Hauptgebäude, ebenfalls aus der Zeit der Renaissance toulousaine
- Croix de Gratens aus dem 18. Jahrhundert, Monument historique seit 1953

Siehe auch: Liste der Monuments historiques in Gratens